# Здрач (филм, 1998)
„Здрач“ (на английски: Twilight) е американски криминален филм от 1998 година на режисьора Робърт Бентън по негов сценарий в съавторство с Ричард Русо.  Главните роли се изпълняват от Пол Нюман, Сюзън Сарандън, Джийн Хекман.

## Сюжет
Внимание:  Текстът по-долу разкрива сюжета на произведението (или части от него)!
В центъра на сюжета е възрастен частен детектив, който се опитва да помогне на свои приятели, някогашни звезди в киното, подложени на изнудване, но е въвлечен в разследване, отиващо далеч назад в тяхното минало. 

## В ролите
| Актьор             | Роля                     |
| ------------------ | ------------------------ |
| Пол Нюман          | Хари Рос                 |
| Сюзън Сарандън     | Катрин Еймс              |
| Джийн Хекман       | Джак Еймс                |
| Рийз Уидърспун     | Мел Еймс                 |
| Стокард Чанинг     | Лейтенант Верна Холандър |
| Джанкарло Еспозито | Рубен Ескобар            |
| Лийв Шрайбър       | Джеф Уилис               |
| Марго Мартиндейл   | Глория „Мучо“ Ламар      |
| Джон Спенсър       | Капитан Фил Игън         |
| М. Емет Уолш       | Лестър Ивар              |
| Джеймс Гарнър      | Реймънд Хоуп             |
| Клинт Хауърд       | служител на EMS          |